# Wit Tarnawski
Wit Mieczysław Tarnawski (ur. 6 lipca 1894 w Kosowie, zm. 4 sierpnia 1988 w Monmouth) – polski pisarz, krytyk literacki. Znawca twórczości Josepha Conrada, z wykształcenia lekarz.

## Życiorys
Urodził się 6 lipca 1894 roku jako syn Apolinarego Tarnawskiego, znanego lekarza i założyciela sanatorium w Kosowie na Pokuciu, (Królestwo Galicji i Lodomerii).
8 stycznia 1924 został zatwierdzony w stopniu porucznika ze starszeństwem z 1 czerwca 1919 i 75. lokatą w korpusie oficerów rezerwy sanitarnych, grupa podlekarzy. Posiadał wówczas przydział w rezerwie do 6 Batalionu Sanitarnego we Lwowie.
W 1926 otrzymał dyplom lekarza. W 1938 mieszkał we wsi Smodna.
17 września 1939 r. przekroczył granicę rumuńską. Przez Rumunię razem z ojcem dotarli na Cypr. Stanął na czele Komitetu Polskiego na Cyprze i został redaktorem naczelnym „Głosu Polskiego na Cyprze”. W 1942 r. wstąpił do Polskich Sił Zbrojnych na Środkowym Wschodzie. Przeniósł się do Palestyny, gdzie objął funkcję naczelnego lekarza Polskich Szkół Junackich oraz Szkół Młodszych Ochotniczek.
Od 1948 mieszkał w Wielkiej Brytanii. Pracował m.in. jako ordynator w szpitalu w Walii. Do emerytury w 1967 r. tworzył w czasie wolnym od pracy. Działał w Związku Pisarzy Polskich na Obczyźnie. Pisał do londyńskich „Wiadomości” i paryskiej „Kultury”. Wydał na emigracji dwanaście książek. Laureat Nagrody Związku Pisarzy Polskich na Obczyźnie w 1959 roku.

## Ordery i odznaczenia
- Krzyż Oficerski Orderu Odrodzenia Polski (3 maja 1975)[9]
- Złota odznaka honorowa Koła Lwowian (1976)[10]

## Książki
- Mój ojciec.  Polska Fundacja Kulturalna, Londyn, 1966[11][12]
- Conrad. Człowiek, pisarz, Polak; Polska Fundacja Kulturalna, Londyn, 1972
- Wyznania i aforyzmy; Oficyna Poetów i Malarzy, Londyn, 1974
- Ksiądz Antoni: Powieść; Polska Fundacja Kulturalna, Londyn, 1977
- Od Gombrowicza do Mackiewicza, Oficyna Poetów i Malarzy, Londyn, 1980